# Ed Roland
Edgar Eugene Roland Jr. (3 de agosto de 1963) es un músico estadounidense, vocalista y guitarrista de la banda de rock alternativo/post-grunge, Collective Soul. Roland es el principal encargado de las letras de la banda, además de tocar la guitarra, los teclados y producir.

## Biografía
Roland estudió composición y guitarra en Berklee College of Music en Boston, y trabajó en un estudio de grabación en Atlanta.
Formó parte de una banda local llamada "Marching Two-Step" y a finales de los '80 fue solista. En 1991 editó un álbum solista, Ed-E Roland. El álbum fue un proyecto Indie, el álbum no tuvo ningún tipo de repercusión comercial, tampoco lo pretendía, Ed mostró sus habilidades a la hora de componer música antes de obtener fama y éxito con Collective Soul.
Tras no conseguir la repercusión esperada en el ambiente musical y no conseguir contratos, Ed decidió dejar la música y no seguir intentando. Pero antes de abandonar la música Ed había repartido algunas grabaciones de Collective Soul, una de esas grabaciones llegó a una estación de radio de Orlando, Florida, y llamó la atención, lo que hizo que se empezara a difundir la canción "Shine". Entonces Ed formó la banda nuevamente y empezó a ensayar. Desde ahí todo empezó a ir bien, la banda demostró lo que era y apareció una importante cantidad de seguidores, entonces el sello discográfico Atlantic Records se convenció para ofrecerles un contrato y grabar Hints, Allegations & Things Left Unsaid, el primer disco de la banda.
Durante el período con Collective Soul, Roland se transformó en un reconocido y respetado compositor, por la cantidad de hits conseguidos, la banda consiguió muchos éxitos y consiguió estar entre las bandas mainstream de EE. UU., obteniendo discos de platino y una importante cantidad de canciones en los rankings, también participando en festivales como Woodstock 94 y Woodstock 99.
En 2004, Ed fundó El Music Group, sello discográfico que sería utilizado para Youth, y los próximos lanzamientos de Collective Soul.

## Discografía

### Como solista
- Ed-E Roland, (1991) - Letras, voz, coros, instrumentos, producción, ingeniería de sonido.

### Con Collective Soul
- Hints, Allegations, and Things Left Unsaid (1993)
- Collective Soul (1995)
- Disciplined Breakdown (1997)
- Dosage (1999)
- Blender (2000)
- 7even Year Itch (2001)
- Youth (2004)
- Afterwords (2007)
- Collective Soul (Rabbit) (2009)
- See what you started by continuing (2015)
- Blood (2019)